# Барботер
Барботер — пристрій для пропускання через шар рідини бульбашок газу або пари, які диспергуються зануреними в рідину спеціальними конструктивними елементами — перфорованими трубами, тарілками з отворами, ковпачками тощо.
Барботери широко застосовуються в різних галузях промисловості і лабораторній практиці (в цьому випадку вони зазвичай називаються промивними склянками).
Скляні барботери, що містять зразкові розчини радію-226, застосовуються при еталонуванні сцинтиляційних манометрів (РГА-500, «Гліцинія», «Радон», ЕМ-6 і ін.).